# 西経115度線
西経115度線（せいけい115どせん）は、本初子午線面から西へ115度の角度を成す経線である。北極点から北極海、北アメリカ、太平洋、南極海、南極大陸を通過して南極点までを結ぶ。
西経115度線は、東経65度線と共に大円を形成する。
西経115度線は、赤道から南緯60度線の間で南太平洋非核地帯条約の東の境界、ラテンアメリカ及びカリブ核兵器禁止条約の西の境界になっている。

## 通過する地域一覧
西経115度線は、北極点から南極点まで南に向かって以下の場所を通っている。
| 地理座標                                               | 国土・領土・領海               | 備考 |
| ------------------------------------------------------ | ------------------------------ | --- |
| 北緯90度0分 西経115度0分 / 北緯90.000度 西経115.000度  | 北極海                         | |
| 北緯77度58分 西経115度0分 / 北緯77.967度 西経115.000度 | カナダ                         | ノースウエスト準州 — ブロック島 |
| 北緯77度55分 西経115度0分 / 北緯77.917度 西経115.000度 | バランタイン海峡（英語版）     | |
| 北緯77度19分 西経115度0分 / 北緯77.317度 西経115.000度 | 名前のない水域                 | エメラルド島（ カナダノースウエスト準州、北緯76度47分 西経114度50分 / 北緯76.783度 西経114.833度）の西を通過 |
| 北緯76度28分 西経115度0分 / 北緯76.467度 西経115.000度 | カナダ                         | ノースウエスト準州 — メルヴィル島 |
| 北緯74度58分 西経115度0分 / 北緯74.967度 西経115.000度 | マクルアー海峡                 | |
| 北緯73度18分 西経115度0分 / 北緯73.300度 西経115.000度 | カナダ                         | ノースウエスト準州 — ビクトリア島 |
| 北緯70度36分 西経115度0分 / 北緯70.600度 西経115.000度 | プリンスアルバート湾（英語版） | |
| 北緯70度17分 西経115度0分 / 北緯70.283度 西経115.000度 | カナダ                         | ノースウエスト準州 — ビクトリア島 ヌナブト準州（北緯70度0分 西経115度0分 / 北緯70.000度 西経115.000度から） - ビクトリア島 |
| 北緯68度52分 西経115度0分 / 北緯68.867度 西経115.000度 | ドルフィンアンドユニオン海峡   | |
| 北緯70度17分 西経115度0分 / 北緯70.283度 西経115.000度 | カナダ                         | ヌナブト準州 - 本土 |
| 北緯68度10分 西経115度0分 / 北緯68.167度 西経115.000度 | コロネーション湾               | |
| 北緯67度48分 西経115度0分 / 北緯67.800度 西経115.000度 | カナダ                         | ヌナブト準州 ノースウエスト準州（北緯66度16分 西経115度0分 / 北緯66.267度 西経115.000度から） - グレートスレーブ湖を通過 アルバータ州（北緯60度0分 西経115度0分 / 北緯60.000度 西経115.000度から） ブリティッシュコロンビア州（北緯50度34分 西経115度0分 / 北緯50.567度 西経115.000度から）                                                           |
| 北緯49度0分 西経115度0分 / 北緯49.000度 西経115.000度  | アメリカ合衆国                 | モンタナ州 アイダホ州（北緯46度58分 西経115度0分 / 北緯46.967度 西経115.000度から） ネバダ州（北緯42度0分 西経115度0分 / 北緯42.000度 西経115.000度から） カリフォルニア州（北緯35度17分 西経115度0分 / 北緯35.283度 西経115.000度から） |
| 北緯32度42分 西経115度0分 / 北緯32.700度 西経115.000度 | メキシコ                       | バハ・カリフォルニア州 ソノラ州（北緯32度18分 西経115度0分 / 北緯32.300度 西経115.000度から12km） バハ・カリフォルニア州（北緯32度11分 西経115度0分 / 北緯32.183度 西経115.000度から） ソノラ州（北緯31度59分 西経115度0分 / 北緯31.983度 西経115.000度から2km） バハ・カリフォルニア州（北緯31度56分 西経115度0分 / 北緯31.933度 西経115.000度から） |
| 北緯29度23分 西経115度0分 / 北緯29.383度 西経115.000度 | 太平洋                         | セバスティアン・ヴィスカイノ湾（英語版） - セドロス島（ メキシコ、北緯38度10分 西経115度9分 / 北緯38.167度 西経115.150度）の東を通過 |
| 北緯27度50分 西経115度0分 / 北緯27.833度 西経115.000度 | メキシコ                       | バハ・カリフォルニア・スル州 |
| 北緯27度43分 西経115度0分 / 北緯27.717度 西経115.000度 | 太平洋                         | クラリオン島（英語版）（ メキシコ、北緯18度21分 西経114度47分 / 北緯18.350度 西経114.783度）の西を通過 |
| 南緯60度0分 西経115度0分 / 南緯60.000度 西経115.000度  | 南極海                         | |
| 南緯74度2分 西経115度0分 / 南緯74.033度 西経115.000度  | 南極大陸                       | 領有権主張のない地域 |